# Ligue internationale des femmes pour la paix et la liberté
Ne doit pas être confondu avec Ligue internationale de la paix et de la liberté.
La Ligue internationale des femmes pour la paix et la liberté (en anglais : Women's International League for Peace and Freedom ; LIFPL ou WILPF) est une ONG internationale pacifiste et féministe créée en 1915 pour promouvoir le désarmement et la durabilité, autant que lutter contre l'exploitation, les discriminations et l'inégalité sociale. Siégeant à Genève (Suisse), elle dispose de sections nationales dans plusieurs pays.
Elle est issue du congrès international des femmes de La Haye de 1915, un rassemblement de la minorité pacifiste du mouvement féministe international, qui n'avait pas accepté le ralliement de la plupart des organisations féministes de l'époque à l'effort de guerre dans leur patrie d'origine. Portant initialement le nom de Comité international des femmes pour la paix permanente, l'association devient officiellement la Ligue internationale des femmes pour la paix et la liberté en 1919.

## Historique

### Fondation

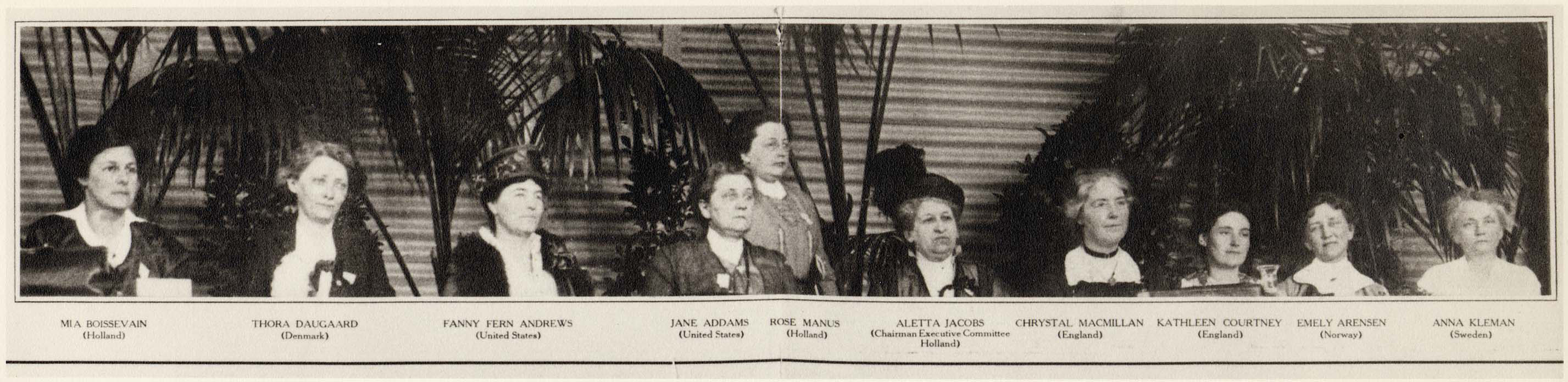
Tribune avec les principales déléguées au congrès de La Haye : Maria Boissevain (Pays-Bas), Thora Daugaard (Danemark), Fannie Fern Andrews (États-Unis), Jane Addams (États-Unis), Rosa Manus (Pays-Bas), Aletta Jacobs (Pays-Bas), Chrystal MacMillan (Grande-Bretagne), Kathleen Courtney (Grande-Bretagne), Emily Arnesen (Norvège) et Anna Kleman (Suède).

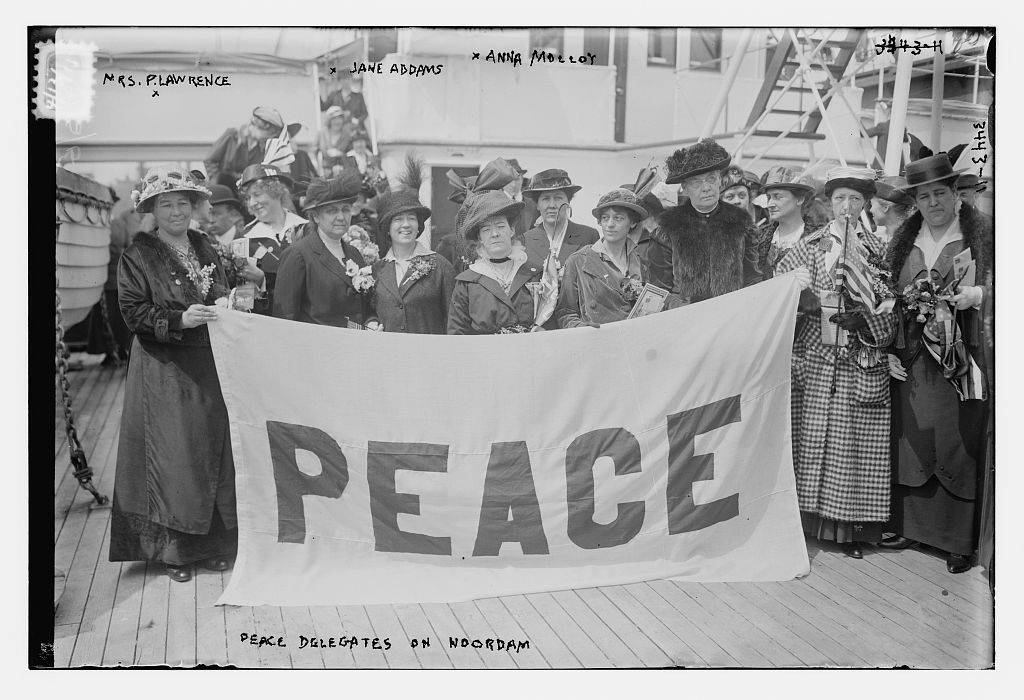
Déléguées américaines pour le congrès de La Haye :
Emmeline Pethick-Lawrence, Jane Addams, Annie E. Malloy, Mary Heaton Vorse et Lillian Kohlhamer.

En avril-mai 1915, 1200 féministes pacifistes issues de douze pays, dont Minna Cauer, Anita Augspurg et Lida Gustava Heymann, participent au Congrès international des femmes réuni à La Haye, dans le théâtre du jardin zoologique de la ville. Il se tient à l'initiative de l'Américaine Jane Addams et d'associations féministes et pacifistes américaines et hollandaises. Lors du congrès est créé le Comité international des femmes pour la paix permanente, afin de protester contre la Première Guerre mondiale. En effet, le congrès est une scission du mouvement féministe international, alors que la majorité des féministes de l'époque font le choix de soutenir leur gouvernement national et l'effort de guerre qui en découle, souvent en espérant que cet engagement jouera à la fin du conflit pour qu'elle obtiennent le droit de vote. Au contraire, les femmes réunies à La Haye choisissent de faire prévaloir leurs idéaux pacifistes et la coopération internationale sur leurs intérêts nationaux. Elles débattent aussi des moyens qui permettront d'empêcher les guerres futures ; selon elles, le suffrage féminin serait le moyen le plus puissant, les femmes pouvant s'impliquer pour résoudre les conflits avant qu'ils ne débouchent sur une guerre. 
Le congrès réunit des Allemandes, Américaines, des Belges, des Britanniques, des Hongroises, des Néerlandaises, des Norvégiennes ou encore des Suédoises. Les Françaises sont empêchées par les autorités de s'y rendre mais un groupe s'organise malgré tout à Paris. Cette section est présidée par Gabrielle Duchêne ; elle diffuse une brochure pacifiste qui lui vaut d'être perquisitionnée par la police. Membre du groupe, Hélène Brion est jugée en conseil de guerre.
En 1919, lors de son congrès de Zurich, le Comité change de nom pour devenir la Ligue internationale des femmes pour la paix et la liberté (LIFPL). Le congrès réunit des femmes issues de plusieurs pays nord-américains et européens (États-Unis, Royaume-Uni, Pays-Bas, Autriche, Tchécoslovaquie, France). La Française Jeanne Mélin y échange une longue poignée de mains avec la déléguée allemande Linda Gustava Heymann, symbole remarqué en faveur du rapprochement franco-allemand.
Pendant la conférence de la paix de Paris (1919), la LIFPL fait des suggestions pour améliorer le projet du texte fondateur de la Société des nations (SDN), par exemple que les traités ne soient ratifiés qu'après avoir été approuvés par un corps législatif élu. Elle fait partie des ONG internationales émergentes de l'après-guerre, dont le but est d'influencer les travaux de la SDN ; le choix d'installer son siège à Genève, à proximité de l'organisation, n'est donc pas anodin. Son action militante a donc lieu au niveau international, mais aussi national, par l'intermédiaire de ses différentes sections.
Afin d'empêcher une nouvelle guerre, la LIFPL oriente alors son action sur l'obtention du vote pour les femmes et l'éducation des enfants au pacifisme. Après le conflit, certains pays ont en effet octroyé le droit de vote aux femmes (Allemagne, États-Unis, Royaume-Uni) mais la plupart ne le donneront qu'après la Seconde Guerre mondiale.

### Entre-deux-guerres
Avec le Conseil international des femmes et l'Alliance internationale pour le suffrage des femmes, la LIFPL milite pour fin au système « unitaire » au profit du système « dualiste ». Dans le cadre du mariage de deux ressortissants de pays différents, le premier système entraîne la perte de la nationalité de l'épouse pour celle du mari ; le second n'a pas d'effet sur la nationalité. La Société des Nations met en place un comité consultatif sur le sujet en 1931 mais ce n'est qu'en 1957 qu’une convention sur la nationalité des femmes mariées est adoptée par l'ONU.

### Guerre froide
Après la Seconde Guerre mondiale, la LIFPL dispose toujours d'une certaine aura. En 1946, l'une de ses dirigeantes, Emily Greene Balch, obtient ainsi le prix Nobel de la paix. Si elle sort exsangue du conflit – des sections ont dû poursuivre clandestinement leur activité ou ont été dissoutes pendant la guerre –, la Ligue dispose toujours d'une quinzaine de sections dans différents pays, reprend la publication de son bulletin international et organise son premier congrès d'après-guerre à Luxembourg en 1946. Au sein de cette organisation progressiste mais non révolutionnaire, la section française apparaît comme la plus radicale, particulièrement liée à la Fédération démocratique internationale des femmes (FDIF), organisation de masse de femmes pacifistes sous orbite de l'URSS. Dans les associations pro-communistes, cette aspiration à la paix (voir par exemple l'appel de Stockholm) a pour principal objectif de servir les intérêts géostratégiques de Moscou. Au contraire, les sections anglo-saxonnes de la LIFPL sont méfiantes vis-à-vis de la diplomatie soviétique, mais n'en sont pas moins critiques concernant la diplomatie des États-Unis. Si un risque de scission devient réel, tant l'antagonisme semble fort entre la section française et les autres, le groupe d'une centaine de femmes dirigé par la désormais philo-communiste Gabrielle Duchêne ne part pas ; au-delà de sa présidente, les opinions de ses membres restent hétérogènes. Sa dirigeante, quoiqu'aveuglée par sa sympathie vis-à-vis du régime soviétique, cherche surtout des points d'équilibre entre femmes de l'Ouest et de l'Est afin de promouvoir la paix. Après sa mort en 1954, une professeure de sciences, Isabelle Pontheil, lui succède. Si elle reste philo-communiste, la section française profite de la Détente pour sortir de son isolement au sein de la LIFPL, qui se met désormais de façon plus générale à tisser des liens avec des femmes de l'Est afin de poursuivre ses objectifs pacifistes.

## Sections nationales
Les sections nationales de la LIFPL naissent pour la plupart en Europe et en Amérique du Nord dans le sillage de la conférence de La Haye de 1915. Au fil des guerres et des décennies, certaines accroissement leurs effectifs, d'autres disparaissent, avant de renaître, tandis que la seconde partie du siècle et le début du XXIe siècle sont marqués par la naissance de nouvelles sections dans des pays non occidentaux. À la différence d'autres organisations internationales de femmes (Conseil international des femmes, Alliance internationale des femmes), les sections de la LIFPL forment une fédération de sections et ne dépendent donc pas d'une simple affiliation à une structure internationale. Chaque section connaît des particularités singulières, tant spatiales qu'historiques, et peut se subdiviser, selon les pays, en des sous-sections régionales.

### Afghanistan
La section afghane est créée en 2016.

### Albanie
Une section albanaise a existé mais elle est actuellement inactive.

### Allemagne

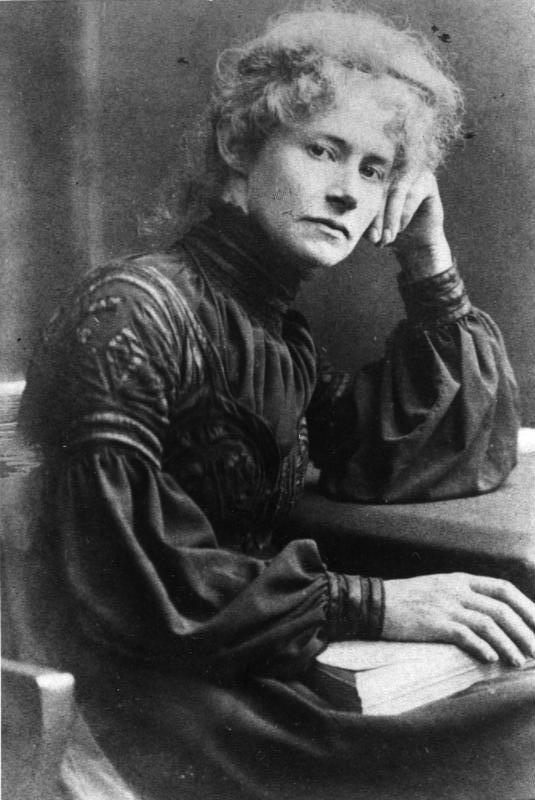
Lida Gustava Heymann.

La principale organisation féministe allemande du début du siècle, la Bund Deutscher Frauenvereine (BDF), comptait un courant radical et pacifiste, représenté notamment par Lida Gustava Heymann, Anita Augspurg et Minna Cauer. La BDF soutient la « patrie en danger » dès le début de la Grande guerre et ses dissidentes pacifistes sont désavouées par l'organisation. Celles-ci participent au congrès féministe de La Haye de 1915, qui donne naissance à la section allemande de la Ligue. Gertrud Baer participe à sa création, formalisée en 1919. Constanze Hallgarten prend la tête du groupe munichois en 1919 jusqu'à sa dissolution en 1933. Durant la République de Weimar, où l'atmosphère politique baigne dans les idées de nationalisme et de militarisme, la section allemande de la LIFPL est considérée comme radicale. En 1928, elle compte 2 000 membres, réparties au sein de 80 branches locales. Elle est interdite sous le Troisième Reich mais renaît en 1945.

### Argentine
La section argentine est créée dans les années 1990 mais le contexte national conduit ses membres à s'exiler en Espagne et la section est dissoute. Elle renaît en 2018.

### Australie
La section australienne est créée 1920, après que des Australiennes ont participé au congrès de 1919. Doris Blackburn a présidé la section.

### Belgique
Une section belge est créée en 1920, lancée par Jeanne Mélin.

### Bolivie
Une section bolivienne a existé mais elle est actuellement inactive.

### Bulgarie
En 1925, Ekaterina Karavelova devient présidente de la section bulgare de la LIFPL.

### Burkina Faso
La section burkinabé est créée en 2018.

### Burundi
La section burundaise est créée en 2017.

### Cameroun
La section camerounaise est créée en 2014 par Sylvie Jacqueline Ndongmo, qui en assure la présidence jusqu'en avril 2022.

### Centrafrique
La section centrafricaine est créée en 2018.

### Canada

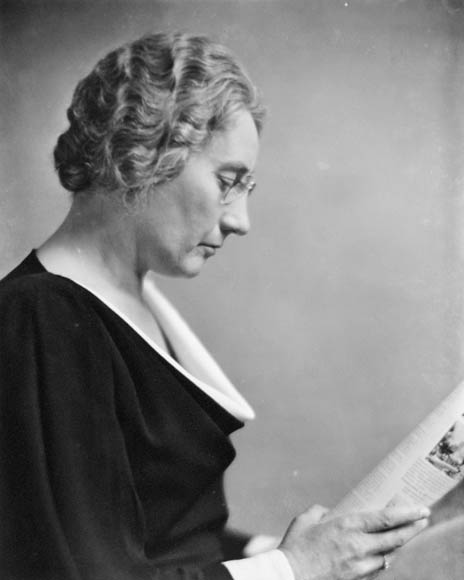
Agnes Macphail, présidente honoraire de la section de Toronto.

Plusieurs sections canadiennes ont existé. Celle de Vancouver est créée au début des années 1920 par Dorothy Steeves et Laura Jamieson. D'autres sont fondées à Toronto, à Edmonton et à Winnipeg. Épouse de l'homme politique J. S. Woodsworth, Lucy Staples est une membre importante de la section de Toronto ; Agnes Macphail en est la présidente honoraire. La journaliste Violet McNaughton (en) s'investit particulièrement dans l'Ouest du pays et demande à la LIFPL de renforcer ses liens avec d'autres associations pacifistes,.
D'un point de vue militant, les sections canadiennes encouragent l'éducation à la paix et s'opposent à l'instruction militaire dans le système scolaire ; elles promeuvent aussi le désarmement et la coopération entre les peuples. En 1931, le bureau international de la LIFPL, qui siège à Genève, organise une pétition internationale pour réclamer le désarmement universel ; 491 000 signatures sont récoltées au Canada. Durant la Seconde Guerre mondiale, les sections canadiennes viennent en aide aux réfugiés mais la montée du militarisme conduit à une chute des effectifs, qui se poursuit dans les années 1950 avec la Guerre froide. Dans la seconde moitié de la décennie, seule la section de Vancouver existe encore, avec très peu de membres ; elle aussi finit par disparaître.
Une nouvelle section est créée à Ottawa à la fin des années 1970 puis à Vancouver. Les adhésions augmentent. En 1993, la section d'Ottawa publie un rapport Le Budget des femmes canadiennes, qui compare les dépenses militaires du gouvernement fédéral à celles des investissements sociaux. Elle lui demande de reconsidérer ses priorités, et de favoriser les demandes des femmes et de la population en général, meilleur moment, selon la section, d'assurer la sécurité.
Les membres canadiennes de la LIFPL se sont aussi opposées à la guerre du Golfe et ont promu un traité contre les armes nucléaires. Un bulletin, WILPF News, est édité sur ses actions et analyses de l'actualité canadienne et mondiale. La section est membre du Comité canadien d'action sur le statut de la femme (CCASF) et du comité directeur de l'Alliance canadienne pour la paix (ACP).

### Colombie
La section colombienne est créée en 1998.

### Costa-Rica
La section costaricienne est créée en 1981.

### Côte d'Ivoire
La section ivoirienne est créée en 2018.

### Danemark
En 1915, après avoir assisté au congrès de La Haye, Thora Daugaard et Clara Tybjerg créent la Danske Kvinders Fredskæde (en) (DKF). Cette « Chaîne des femmes pour la paix » devient officiellement la section danoise de la LIFPL en 1925. Pendant la Seconde Guerre mondiale, elle aide des Juifs à s'échapper vers la Suède.

### États-Unis
La section américaine est créée en 1915. Dorothy Detzer la dirige entre 1924 et 1946, puis Katherine Lindsley Camp (Kay Camp) à partir de 1967 et Marii Hasegawa entre 1971 et 1975.

### Espagne
En 2011, la section espagnole est créée et Carmen Magallón (en) en devient la présidente. Le groupe est formé de femmes impliquées depuis longtemps dans les mouvements pacifistes, certaines s'étant engagées contre le nucléaire dans les années 1980, alors que d'autres ont participé dans les années 1990 au mouvement anti-guerre « Women in Black ». Entre autres combats pacifistes, la section s'oppose de nos jours à la militarisation de l'Espagne.

### Finlande
La section finlandaise est créée en 1926. Portant initialement le nom d'Union des femmes finlandaises, il s'agit de la première organisation féministe pacifiste du pays.

### France

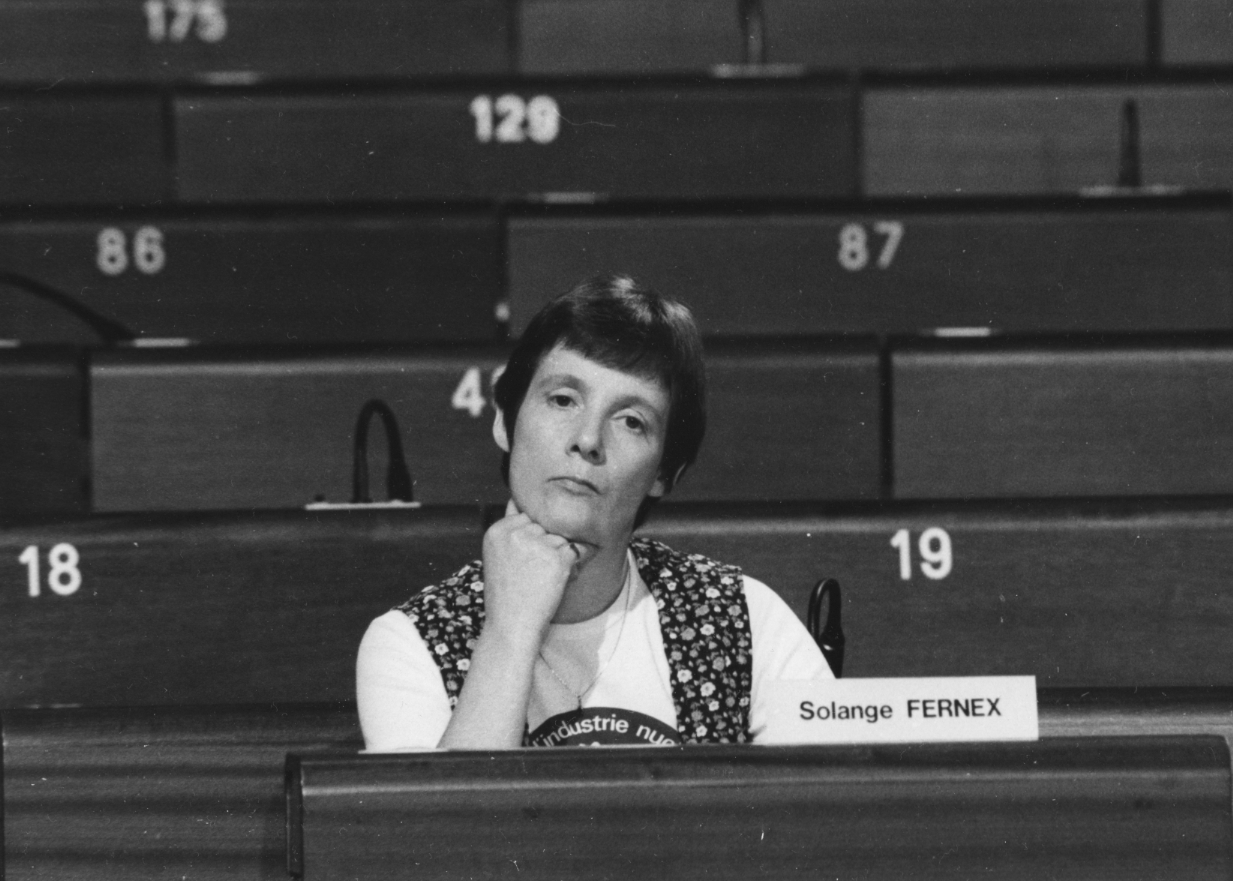
Solange Fernex, ancienne présidente de la section française.

En France, Gabrielle Duchêne préside la section entre 1919 et 1954 ; le premier noyau de militantes se crée autour de Gabrielle Duchêne, Marguerite Thévenet (compagne d'Alfred Rosmer), Madeleine Rolland (sœur de Romain Rolland), Marthe Bigot et Jeanne Halbwachs. Isabelle Pontheil lui succède jusqu'en 1972, Yvonne Sée jusqu'en 1982, Claude Richard-Molard ensuite puis Solange Fernex et Giselle Noublanche. La haute fonctionnaire Marguerite Thibert compte aussi parmi les membres importantes de la section. En 2020, la section est inactive.

#### Polynésie française
Une section polynésienne est créée en 1982.

### Ghana
Une première section ghanéenne est fondée en 1977. Recréée en 2011, elle est actuellement présidée par Ayo Ayoola-Amale.

### Inde
Ayant déjà existé par le passé, la section indienne est recréée en 2001 par l'ancienne présidente de la LIFPL Edith Ballantyne et l'actuelle à l'époque, Krishna Ahooja-Patel (en).

### Israël
Une section israélienne est fondée en 1952 par Rahel Straus et d'autres femmes mais elle est actuellement inactive.

### Italie
La section italienne est créée dans les années 1920 mais disparaît lors de la Seconde Guerre mondiale. Elle renaît en 1989.

### Japon
La section japonaise est créée en 1921. Marquée par les bombardements atomiques d'Hiroshima et de Nagasaki (1945), elle milite notamment pour la reconnaissance des viols durant l'occupation du Japon par l'armée américaine et contre leur installation à Okinawa et Kyoto. Elle compte plusieurs branches régionales.

### Kenya
La section kenyanne est créée en 2017.

### Liban
La section libanaise est créée en 1962. De nos jours, elle vient notamment en aide aux réfugiés syriens vivant dans des camps libanais, en particulier les femmes.

### Mexique
La section mexicaine est créée en 2003.

### Niger
La section nigérienne est créée en 2018.

### Nigéria
La section nigérianne est créée en 2009.

### Mexique
La section mexicaine est créée en 2003.

### Nouvelle-Zélande
La section néo-zélandaise est créée en 1916. Dans les années 1920-1930, elle compte un faible nombre de membres et un militantisme limité. La Seconde Guerre mondiale interrompt ses activités jusqu'en 1955, année où la section est reconstituée à Auckland, après la visite de la scientifique Kathleen Lonsdale. Peu de temps après, une autre branche est créée à Wellington. En 1989, la section néo-zélandaise est renommée « WILPF Aotearoa ».

### Norvège
La section norvégienne de la LIFPL est créée en 1915, après avoir envoyé des déléguées au congrès de La Haye. Au niveau national, elle a notamment milité contre l'accès des femmes au service militaire et contre l'adhésion de leur pays à l'OTAN.

### Ouganda
La section ougandaise est créée en 2014.

### Palestine
La section palestinienne est créée en 1988.

### Pakistan
La section pakistanaise est créée en 2011.

### Pays-Bas
Dans l'entre-deux-guerres, Rosa Manus est une personnalité néerlandaise de la Ligue. La section néerlandaise renaît en 1984.

### Philippines
Une section philippine a existé mais elle est actuellement inactive.

### République démocratique du Congo
La section congolaise est créée en 2007. Elle est coordonnée en 2023 par Annie Matundu. 

### Royaume-Uni
Au Royaume-Uni, la féministe Chrystal MacMillan est l'une des fondatrices de la LIFPL. À partir de 1950, Marian Cripps dirige la section britannique.

### Sénégal
La section sénégalaise est créée en 2019. Elle s'implique particulièrement dans des actions pour lutter contre la pandémie de Covid-19.

### Sierra Leone
La section sierraléonaise est créée en 2018.

### Somalie
La section somalienne est créée en 2019.

### Soudan
La section soudanaise est créée en 2018.

### Sri Lanka
La section sri-lankaise est créée en 1953, disparaît et renaît en 2019. Ses membres militent notamment pour la réconciliation, après la guerre civile achevée en 2009.

### Suède
La section suédoise est créée en 1919.

### Suisse
La section suisse est créée en 1915 mais disparaît en 1975. Une deuxième section est active de 1984 à 1998 puis une troisième renaît en 2004.

### Togo
La section togolaise est créée en 2019.

### Zimbabwe
La section zimbabwéenne est créée en 2016.

## Personnalités liées à la LIFPL
Parmi les membres fondatrices de la LIFPL, on compte deux prix Nobel de la Paix : Jane Addams (1931) et Emily Greene Balch (1946). Jane Addams est la présidente de la LIFPL jusqu'à sa mort, en 1935. Alva Reimer Myrdal obtient également un prix Nobel de la paix en 1982 mais n'était pas une dirigeante de la Ligue, seulement une membre de la section suédoise. En 2017, la Campagne internationale pour l'abolition des armes nucléaires reçoit le prix Nobel de la paix, dont la dirigeante est Beatrice Fihn, qui a été directrice du programme de désarmement de la LIFPL.
Madeleine Rees est l'actuelle secrétaire générale de la Ligue.

### Présidentes
- 1919-1929 : Jane Addams (États-Unis)[20]
- 1929-1932 : Emily Greene Balch (États-Unis), Gertrud Baer (Allemagne) et Clara Ragaz (Suisse), co-présidentes
- 1932-1934 : Gertrud Baer (Allemagne) et Edith Pye (Royaume-Uni), co-présidentes
- 1934-1936 : Gertrud Baer (Allemagne) et Clara Ragaz (Suisse), co-présidentes
- 1936-1937 : Gertrud Baer (Allemagne), Clara Ragaz (Suisse) et Ramondt-Hirschmann (Pays-Bas), co-présidentes
- 1937-1946 : Gertrud Baer (Allemagne), Clara Ragaz (Suisse) et Kathleen Innes (en) (Royaume-Uni), co-présidentes
- 1946-1949 : Andrée Jouve (France) et Marie Lous-Mohr (Norvège), co-présidentes
- 1949-1952 : Gertrude Bussey (États-Unis), Marie Lous-Mohr (Norvège) et Agnes Stapleton (Royaume-Uni), co-présidentes
- 1952-1956 : Marie Lous-Mohr (Norvège)
- 1956-1965 : Else Zeuthen (Danemark)
- 1965-1968 : Dorothy Hutchinson (États-Unis)
- 1968-1971 : Elise Boulding (États-Unis)
- 1971-1974 : Ellen Holmgaard (Danemark)
- 1974-1980 : Kay Camp (États-Unis)[21]
- 1980-1986 : Carol Pendell
- 1986-1992 : Eleonore Romberg (Allemagne)
- 1992-1998 : Edith Ballantyne[22]
- 1998-2001 : Bruna Nota
- 2001-2004 : Krishna Ahooja-Patel (en) (Inde)
- 2004-2007 : Regina Birchem (États-Unis)
- 2007-2011 : Annelise Ebbe (Danemark) et Kerstin Greback (Suède), co-présidentes
- 2011-2015 : Adilia Caravaca (Costa Rica)
- 2015-2018 : Kozue Akibayashi (Japon)
- Depuis 2018 : Joy Ada Onyesoh (Nigeria)

#### Présidentes honoraires
- 1929-1935 : Jane Addams (États-Unis)
- 1937-1961 : Emily Greene Balch (États-Unis)

### Secrétaires générales

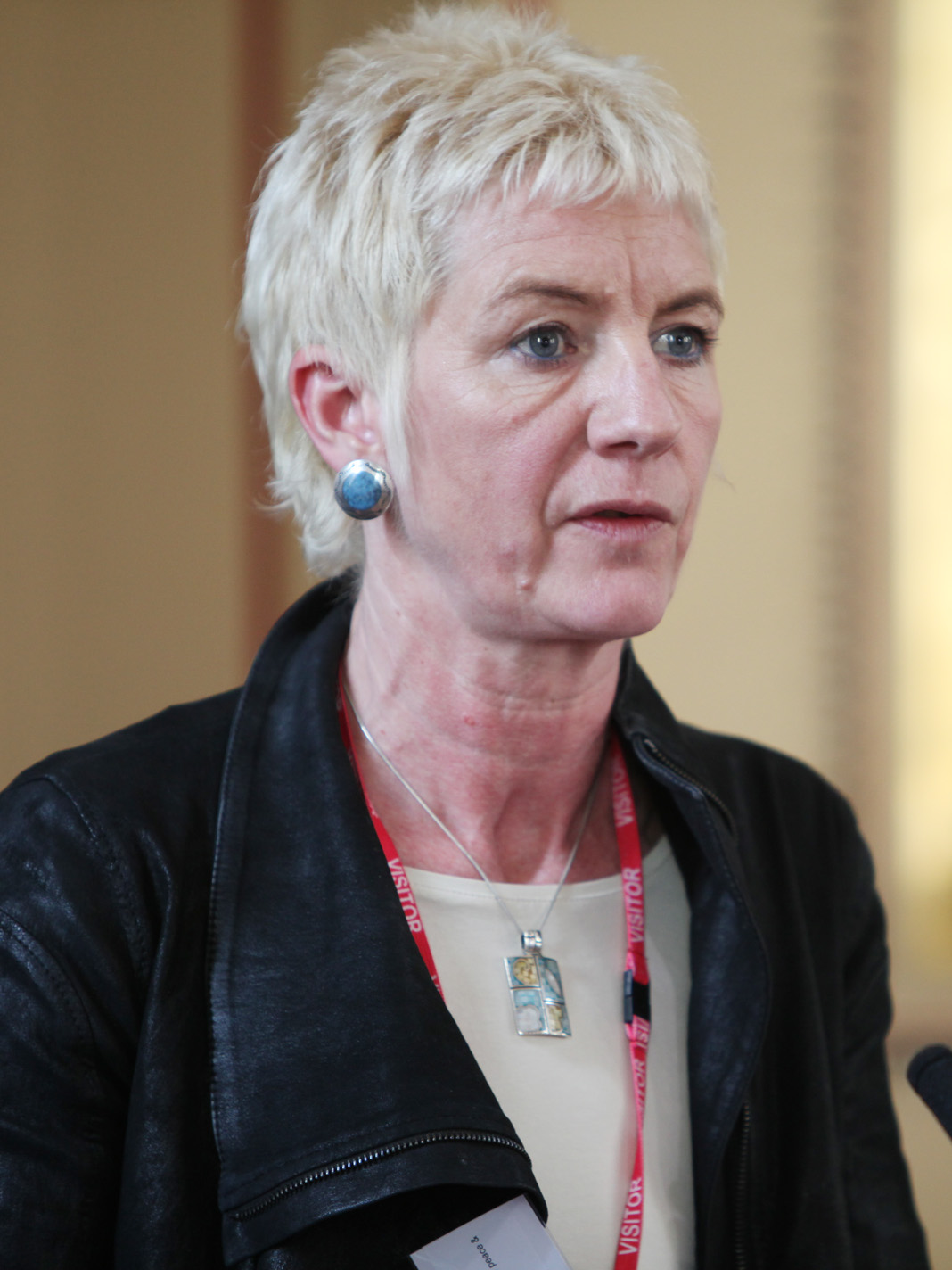
Madeleine Rees.

- 1919-1922 : Emily Greene Balch
- 1924-1926 : Vilma Glücklich
- 1969-1992 : Edith Ballantyne[22]
- 2002-2004 : Silvi Sterr
- 2005-2010 : Suzy Snyder
- Depuis 2010 : Madeleine Rees

## Congrès
- 1er, La Haye (Pays-Bas), 1915
- 2e, Zurich (Suisse), 1919
- 3e, Vienne (Autriche), 1921
- 4e, Washington, D.C. (États-Unis) 1924
- 5e, Dublin (Irlande), 1926
- 6e, Prague (Tchécoslovaquie), 1929
- 7e, Grenoble (France), 1932
- 8e, Zurich (Suisse), 1934
- 9e, Luhačovice (Tchécoslovaquie), 1937
- 10e, Luxembourg, 1946
- 11e, Copenhague (Danemark), 1949
- 12e, Paris (France), 1953
- 13e, Birmingham (Royaume-Uni), 1956
- 14e, Stockholm (Suède), 1959
- 15e, Pacific Grove (États-Unis), 1962
- 16e, La Haye (Pays-Bas), 1966
- 17e, Nyborg (Danemark), 1968
- 18e, New Delhi (Inde), 1971
- 19e, Birmingham (Royaume-Uni), 1974
- 20e, Tokyo (Japon), 1977
- 21e, Hamden (États-Unis), 1980
- 22e, Göteborg (Suède), 1983
- 23e, Zeist (Pays-Bas), 1986
- 24e, Sydney (Australie), 1989
- 25e, Santa Cruz de la Sierra (Bolivie), 1992
- 26e, Helsinki (Finlande), 1995
- 27e, Baltimore (États-Unis), 1998
- 28e, Genève (Suisse), 2001
- 29e, Göteborg (Suède), 2004
- 30e, Santa Cruz de la Sierra (Bolivie), 2007
- 31e, San José (Costa Rica), 2011
- 32e, La Haye (Pays-Bas), 2015
- 33e, Accra (Ghana), 2018

## Archives
Un certain nombre d'archives de la LIFPL, dont les rapports des congrès, sont conservées à l'université du Colorado à Boulder (États-Unis). Concernant la structure internationale de la Ligue, d'autres archives sont conservées à son siège à Genève, tandis que les sections nationales possèdent elles aussi des archives sur leur histoire (en France, elles ont été versées à La Contemporaine).